# 江波戸純希
江波戸 純希（えばと よしき 1995年 9月8日）は、千葉県千葉市出身の起業家で、WEBBOX合同会社の代表。
フリーランス経験をもとにフリーランスマッチングサイト「WEBLANCE（ウェブランス）」などのメディア運用や、SES事業で、フリーランスと企業のマッチング支援を行っている。

## 経歴
2014年に神田外語大学国際コミュニケーション学科国際ビジネスキャリア専攻卒業。
2021年6月8日にWEBBOX合同会社を設立。人材紹介会社にて転職エージェントを経験し、人材業界に精通している人物。また、人材経験を活かし人材業界をメインにSEOとコンテンツマーケティングなどのWEBマーケティングを支援している。
大手メディア「mybest」にて監修。
朝日新聞「マイベストプロ千葉」にて掲載。